# Catedral de San Miguel Arcángel (Albenga)
La Catedral de San Miguel Arcángel o simplemente Catedral de Albenga (en italiano: Cattedrale di S. Michele Arcangelo) es una catedral católica de rito romano dedicada a San Miguel en la ciudad de Albenga, en la provincia de Savona y la región de Liguria, Italia. Es la sede de la diócesis de Albenga-Imperia. Una iglesia ha ocupado el lugar desde el IV hasta el siglo V, pero la estructura actual es medieval, construida alrededor del 1100, con una reconstrucción importante en la segunda mitad del siglo XIII, y otra en 1582. Un proyecto de la restauración en la década de 1970 reparó la estructura medieval del edificio. El campanario fue reconstruido en su forma actual en la década de 1390.
Las reliquias de San Verano, que fue importante en la cristianización de Albenga en el siglo VI, se conservan en un santuario.
El interior de la catedral está bien surtido con esculturas y obras de arte. Los frescos del techo del siglo XIX son de Maurizio y Tommaso Carrega. Otros frescos, particularmente los del ábside, son del siglo XV. 

## Véase también

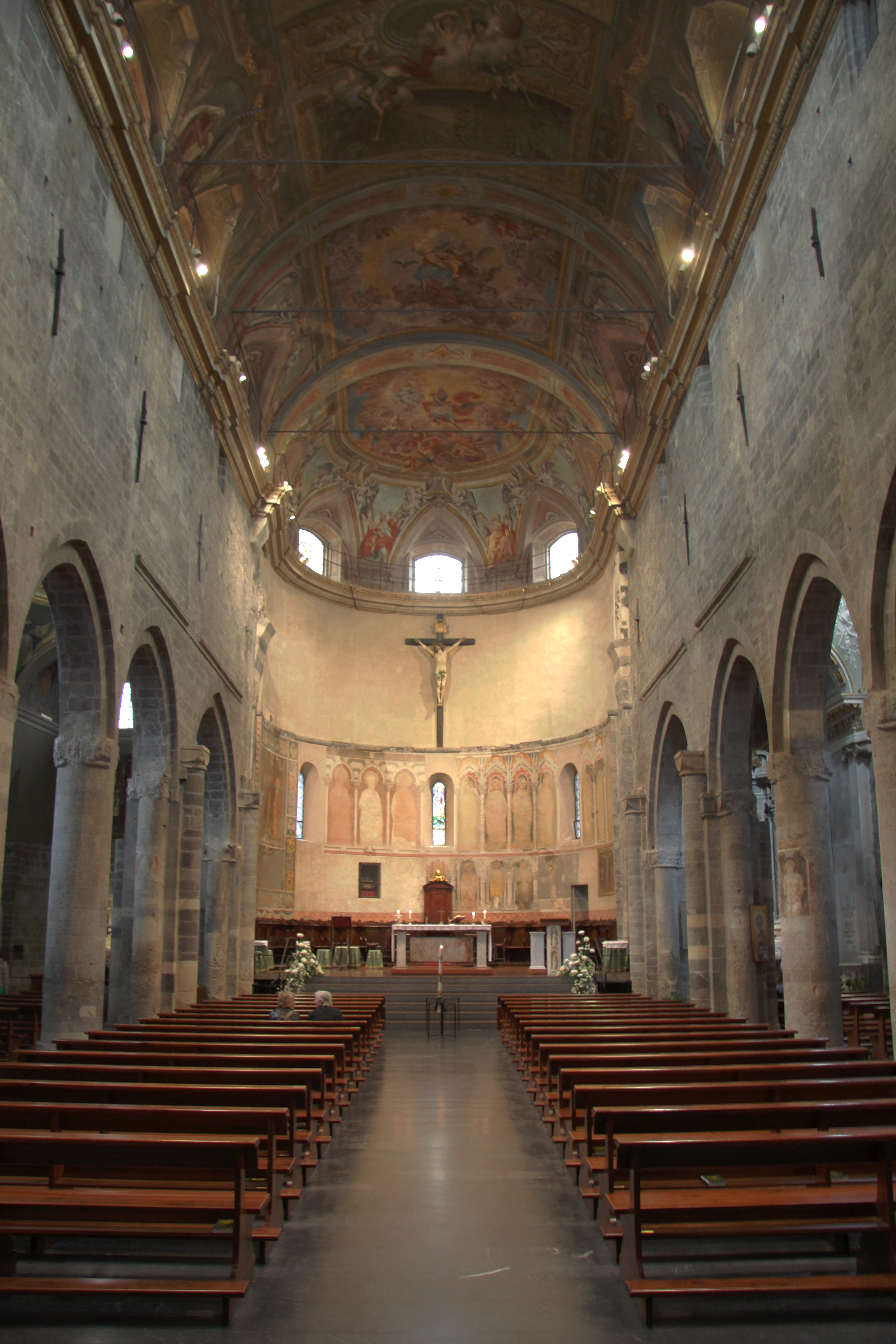
Vista interna